# مورسالوو
مورسالوو (به بلغاری: Mursalevo) یک منطقهٔ مسکونی در بلغارستان است که در شهرستان کوچرینوفو واقع شده‌است.
 مورسالوو ۱۲٫۴۴۷ کیلومتر مربع مساحت و ۴۱۳ نفر جمعیت دارد و ۴۹۲ متر بالاتر از سطح دریا واقع شده‌است.